# Bryanna Nasck
Bryanna Nasck é uma apresentadora, influenciadora digital, streamer  e jogadora profissional de League of Legends brasileira.

## Carreira
Nascida no interior do estado de São Paulo em 1993 ou 1994, foi introduzida ao mundo dos jogos quando tinha 4 anos. Quando jogava MMORPGs, sempre criava personagens femininas, explorando sua identidade desde então. Formada no ensino médio através da Educação de Jovens e Adultos (EJA), criou seu canal no YouTube em 2011 e posteriormente o podcast Garotrans, feito em parceria com Cup e Isabel Brandão, também trans. Desde 2017 faz transmissões ao vivo de Free Fire. Em 2021, foi patrocinadora da primeira copa de esports para pessoas trans do Brasil, a Copa Rebecca Heinemann, idealizada por Sher Machado.
Em setembro de 2022, quando seria apresentadora da Brasil Game Show, foi credenciada com seu nome morto. Bryanna acusou o evento de transfobia. Posteriormente, o evento modificou suas políticas, permitindo o uso do nome social. Em outubro, revelou que havia recusado uma proposta de trabalho na Copa do Mundo FIFA de 2022, ocorrida no Qatar, com medo ser morta devido às leis transfóbicas do país. Foi apresentadora do podcast Azamigas, do TV Zyn, canal no YouTube do Sistema Brasileiro de Televisão voltado ao público jovem da emissora, de abril de 2023 até dezembro.

## Vida pessoal
É mulher trans e não-binária, utilizando os pronomes "ela/dela". Ela se define como demissexual e pansexual.